# Накладной замок

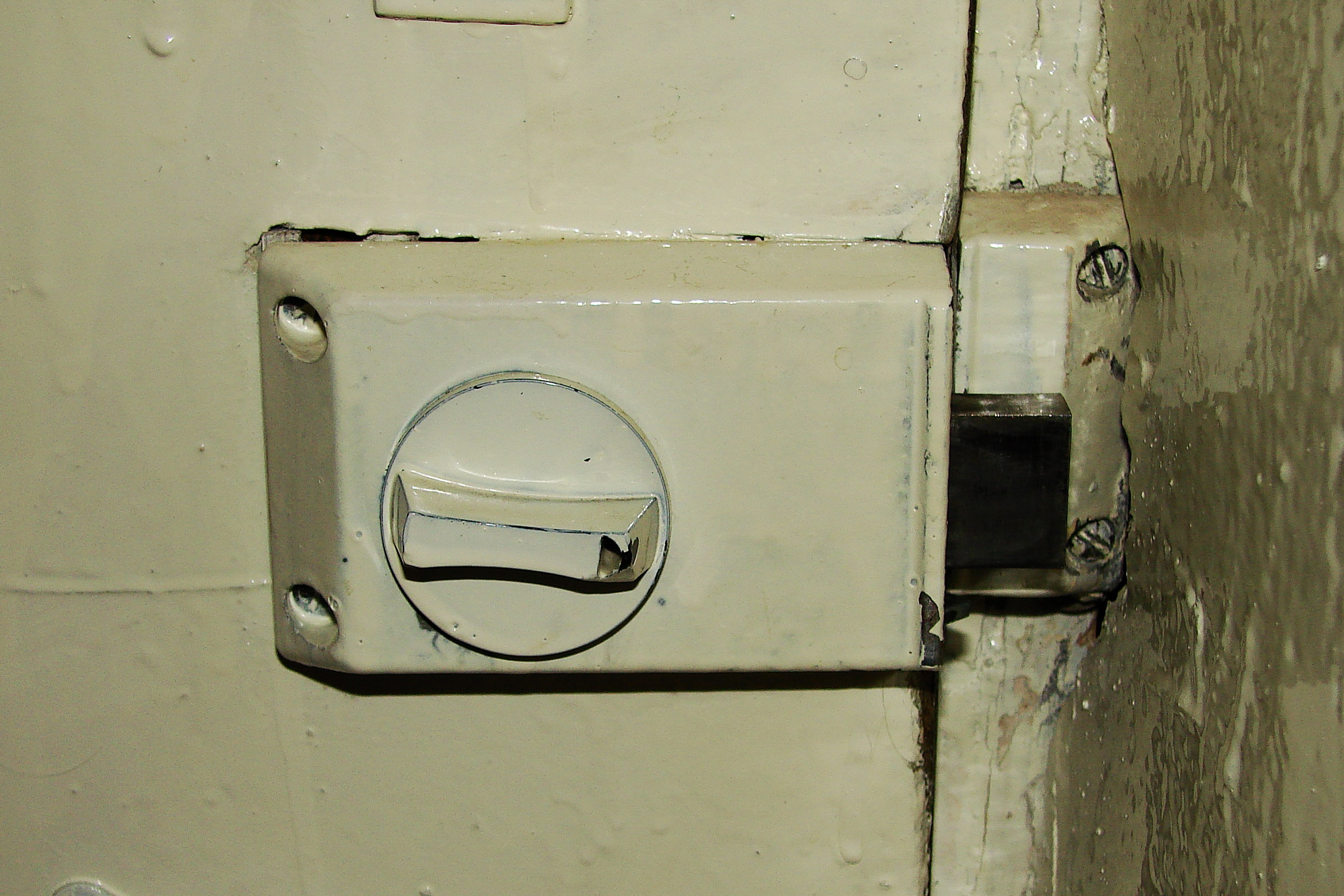
Накладной замок

Накладно́й замо́к — это замок, который устанавливается непосредственно на поверхность дверного полотна. Накладной замок снаружи закрывается ключом, а изнутри, ключом или поворотной защелкой. Замком накладного типа, используемым в качестве дополнительного запирающе/отпирающего устройства, часто оснащаются входные двери – при установке они практически не нарушают целостности и прочности дверной створки и легко поддаются монтированию.

## Схема накладного замка
Один из первых накладных замков (древнегреческий замок, описанный в «Одиссее») состоял из задвижки с внутренней стороны двери, ремешка и ключа. При помощи ремешка, продёрнутого через отверстие в двери, задвижку запирали снаружи и завязывали на ремне узел. Чтобы открыть двери, необходимо было сначала развязать узел, а затем крючкообразным ключом зацепить выступы задвижки и отпереть её. Сегодня конструкция накладных замков, конечно же, мало напоминает замки того времени. 
В замках этого типа защелкивание ригеля в установленном положении производит запорная стойка, которая имеется на ригельной планке. Запорная стойка вводится в специальные пазы на сувальдах, которые при поворачивании только определенного ключа заходят в вырезы его бородки, приподнимая каждую из сувальд на определенную высоту. Это в свою очередь освобождает ригель – в данном положении он свободно доходит до очередной позиции и под действием пружинного блока сувальд автоматически стопорится.

## Надежность
Накладные замки пригодны для дополнительного использования в комплексе с бессувальдными замками или замками любого другого типа. Они привинчиваются непосредственно к дверному полотну с внутренней части двери, поэтому рассчитывать на должный уровень защиты можно только в случае наличия крепких и очень массивных дверей в совокупности с надежным креплением накладного замка. Этот тип замка может открываться двумя способами: или ключом с обеих сторон, или с внутренней стороны специальной поворотной головкой. Надежность накладного замка можно повысить благодаря дополнительным мерам безопасности – таким как клиновая защелка, предохранительная задвижка и др. При этом накладной замок, в отличие от врезного, при монтировании на дверь не ослабляет её и не разрушает целостности структуры дверного полотна. Принцип крепления накладного замка намного отличается от методики установки врезного. Накладной замок хорошо крепится к деревянной двери при помощи шурупов или других крепежных материалов, при установке на металлическую дверь в местах крепления замка привариваются крепежные штифты.

## Как выбрать накладной замок
При выборе замка необходимо придерживаться нескольких основополагающих требований, предъявляемых замкам: уровень секретности, надежности, прочности и стойкости к взлому. Секретность замка заключается в максимально возможном числе вариаций запирающего механизма. Чем больше таких комбинаций, тем выше уровень секретности замка — каждая вариация соответствует исключительно одному ключу или коду. В сувальдных замках секретность определяется количеством сувальд, в цилиндровых — числом кодовых дисков, пластин, шариков, штифтов. Надежность замка исчисляется прочностью и безотказностью работы механизма. Безотказность в данном случае является способностью замка сохранять рабочее состояние в определенных пределах (циклах срабатывания). Количество циклов срабатывания зависит напрямую от типа и класса замка и строго определено нормами ГОСТа (ГОСТ 5089-2003). Прочность замка выражается в его способности выдерживать силовые методы вскрытия и состоит в уровне прочности засова, корпуса и запорной планки. Стойкость к взлому — это степень противостояния замка несиловым методам воздействия на запирающий механизм (высверливание деталей, подбор ключей и отмычек).